# Hervé Bazile
Hervé Bazile (Créteil, Francia, 18 de marzo de 1990) es un exfutbolista haitiano nacido en Francia que jugaba en las posiciones de mediapunta y delantero centro.

## Carrera

### Club
| Periodo   | Club                      | Apariciones | Goles |
| --------- | ------------------------- | ----------- | ----- |
| 2008-2011 | EA Guingamp               | 32          | 2     |
| 2011–2013 | Amiens SC                 | 40          | 10    |
| 2013–2014 | Le Poiré-sur-Vie          | 27          | 10    |
| 2014–2018 | SM Caen                   | 93          | 9     |
| 2018–2021 | Le Havre AC               | 48          | 6     |
| 2019      | → Le Havre AC II (cedido) | 4           | 1     |

### Selección nacional
A nivel de selecciones menores jugó en la Copa Mundial de Fútbol Sub-17 de 2007 en Corea del Sur con Francia representó a Francia en la categoría sub-19 en nueve ocasiones de 2008 a 2009 y anotó dos goles. Jugó con Haití en 14 ocasiones de 2017 a 2021 y anotó un gol, el cual fue en la victoria por 3-2 sobre Canadá en Houston por la Copa de Oro de la Concacaf 2019.

## Logros
- Copa de Francia (1): 2008/09